# مارك باريديس
مارك باريديس (بالإنجليزية: Mark Paredes)‏ هو قسيس أمريكي، ولد في 1967.